# Lozère nouvelle
La Lozère nouvelle est un journal hebdomadaire traitant de l'actualité locale de la Lozère.

## Histoire
La Lozère nouvelle prend la suite de La Croix de Lozère en 1944. Le nom choisi de Lozère nouvelle intervient pour se démarquer d'un antécédent collaborationniste et antisémite, comme beaucoup de journaux créés à la Libération ( Dauphiné libéré, Manche Libre…). Avec 13 500 exemplaires tirés par semaine pour une population proche de 72 000, le journal présente sur sa zone de diffusion un taux de pénétration remarquable[réf. nécessaire].
Le premier numéro de la Lozère-Nouvelle paraît le 12 décembre 1944, dans un contexte matériellement difficile (pénurie de papier) et politiquement délicat: comme la Croix de la Lozère, à qui elle succède, la Lozère Nouvelle est totalement contrôlée par l'Évêché , et le pétainisme militant du haut clergé local pendant le régime de Vichy inspire une certaine suspicion. Cas exceptionnel qui en dit long sur l'ambiance politique d'alors, l'évêque de Mende lui-même, François-Louis Auvity, vient d'être limogé à la demande du Comité départemental de Libération, pour ses prises de position ouvertement maréchalistes. L'abbé Grégoire et le chanoine de Montgros obtiennent le feu vert du CDL pour prendre en main le nouvel hebdomadaire, en raison de leur comportement irréprochable sous l'Occupation  Le catholicisme indéfectible de la population et le maillage serré du clergé permettent au nouvel hebdomadaire de franchir le cap, mais ce journal qui se réclame de la Résistance et du syndicalisme n'est pas alors du goût de tout le monde dans un département encore imprégné de catholicisme réactionnaire. La Lozère Nouvelle reçoit même des protestations de lecteurs ouvertement pétainistes et antisémites . Sans renier l'esprit de ses fondateurs, la Lozère Nouvelle va donc évoluer dans un sens plus conservateur, conforme au discours officiel de l'Église sous Pie XII, à un clergé local et à un lectorat attachés aux valeurs traditionnelles, notamment en Haute-Lozère  Des  quatre pages tirées à 6 000 exemplaires en 1947, la Lozère-Nouvelle évolue à 64 pages et son tirage a atteint jusqu'à 27 000 exemplaires .
En mars 2021, la Lozere Nouvelle lance son site internet www.lalozerenouvelle.com suivi en décembre 2021 de la mise en ligne de ses archives depuis 1880 (La Croix Edition Lozère (1880 à 1899), La Croix de Lozère (1890 à 1949), l'Union des Gauches (1923 à 1930), La Lozère Catholique (1927 à 1937) et la Lozère Nouvelle (1944 à 2020). Ces archives sont disponibles sur https://archives.lalozerenouvelle.com/
En 2022, le journal se fixe comme objectif 62 pages, la mise en page est modifiée à la suite d'une nouvelle direction du journal.
Le journal éditera son 4000 numéro le jeudi 22 septembre 2022, et pour cette occasion, un concert est donné sur la place du Foirail à Mende.
L'influence politique de l'Église diminuant notablement en Lozère à partir des années 1970, le marquage très conservateur de l'hebdomadaire s'atténue et son contenu se laïcise progressivement. L'implantation ne se dément pas, mais la force déterminante est désormais le quadrillage du territoire par un réseau sans équivalent de "localiers", près de 190 correspondants actuellement couvrant la totalité des communes.
La rédaction se compose de huit journalistes titulaires de la carte de presse.

## Ligne éditoriale
Le contenu du journal est politiquement marqué à droite et relativement conservateur. C'est, malgré tout, un lieu de dialogue, de confrontation des idées, dans le respect des personnes et au service de son département, la Lozère.

## Un peu de pub
Jean C. Schmitt, ancien directeur de la rédaction du Point : « La Lozère-Nouvelle fait partie de ces organes de presse qui ont su grandir et affirmer leur indépendance. C'est aujourd'hui, pour moi, un outil irremplaçable à l'échelle du département. Et je forme le vœu que ce journal s'épanouisse dans le domaine indispensable de l'information locale, grâce à son maillage serré sur notre région si dispersée dans son habitat et si contrastée dans sa géographie. À l'heure de la décentralisation, ce ne sera plus seulement nécessaire : ce sera vital ».
Jean-Claude Bourret, Lozérien, journaliste, ancien présentateur du JT sur TF1 et La Cinq : « Je suis toujours heureux d'avoir des nouvelles du pays. Quand je lis la Lozère-Nouvelle, je découvre un journal qui fait corps avec son département. C'est un hebdomadaire vrai, qui fait partie intégrante du cœur d'une France qui vit. La grande force de la Lozère-Nouvelle, c'est d'être restée au contact des gens. C'est un outil indispensable et unique en France, qui permet de comprendre réellement comment vit le département »…